# Gisant de Jean Ier de Montmorency

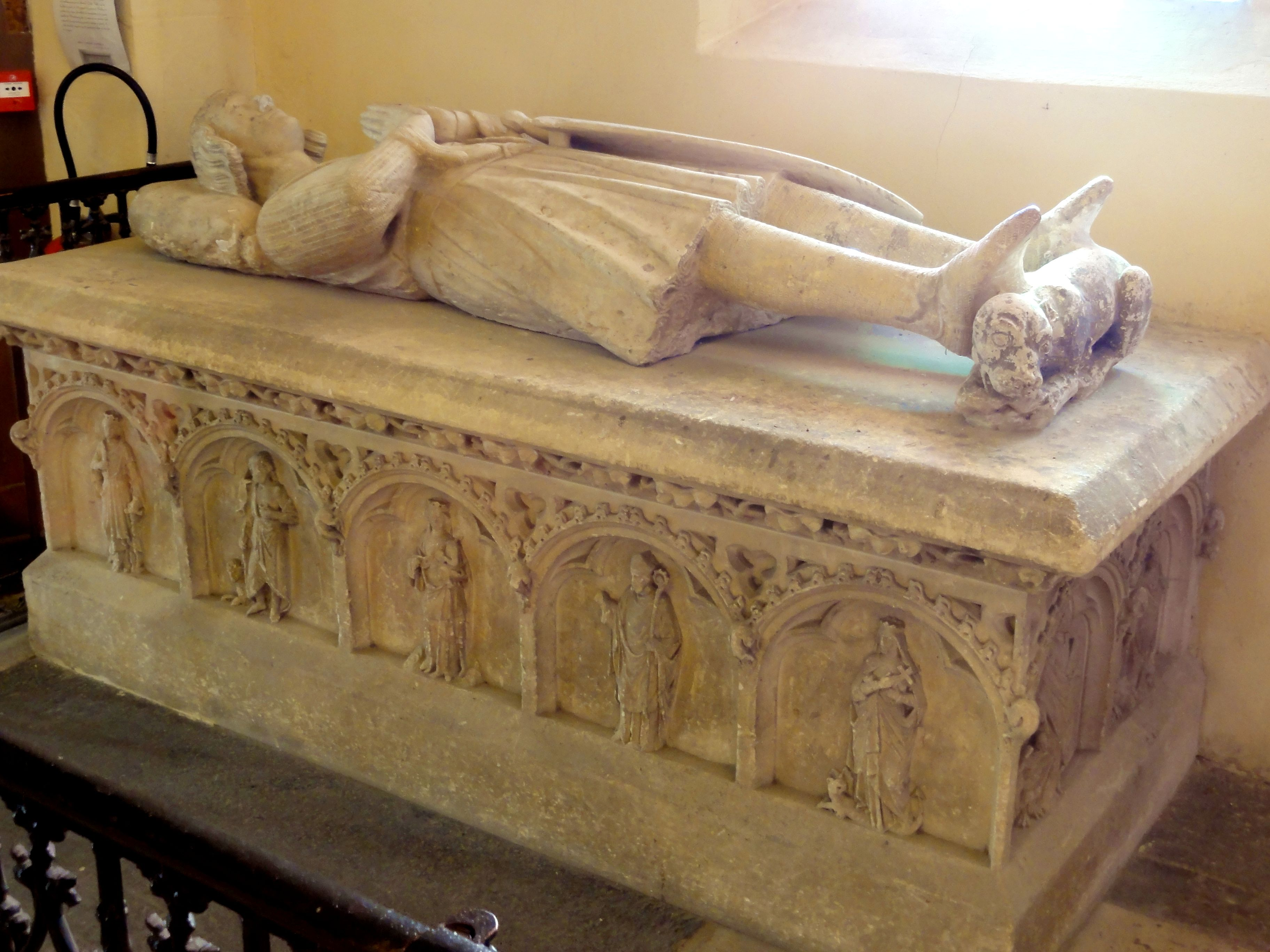
Gisant de Jean Ier de Montmorency à Conflans-Sainte-Honorine

Le gisant de Jean Ier de Montmorency, mort en 1325, est un gisant du XIVe siècle situé dans l'église Saint-Maclou à Conflans-Sainte-Honorine, une commune du département des Yvelines, en France. Il a été classé monument historique au titre d'objet le 3 mai 1904,.

## Description
Ce gisant en calcaire repose à l'origine dans l'ancien prieuré détruit de Conflans. Il avait été déplacé une première fois lors de la reconstruction de l'église en 1752. Après la Révolution, il fut transporté dans l'église Saint-Maclou. 

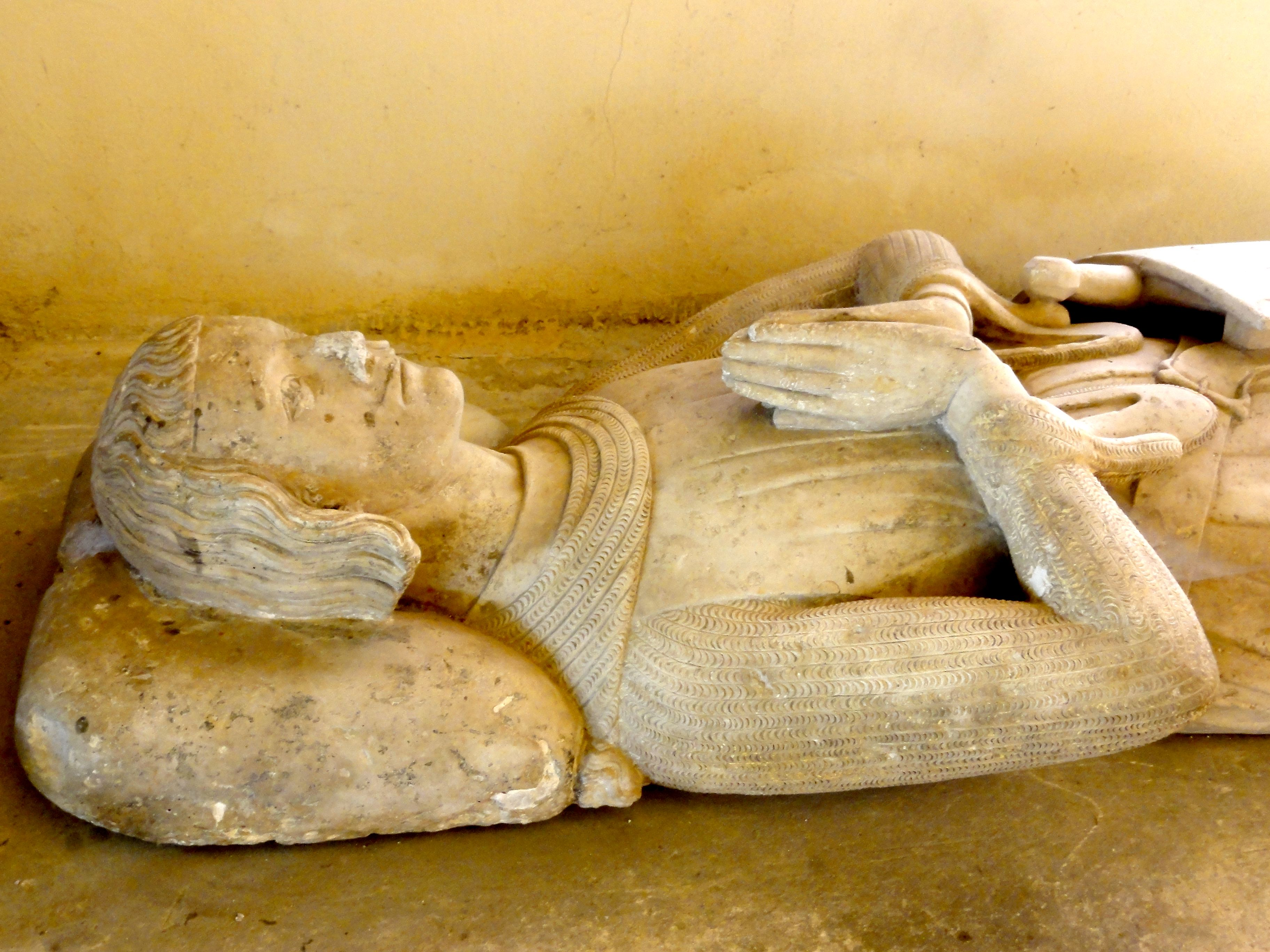
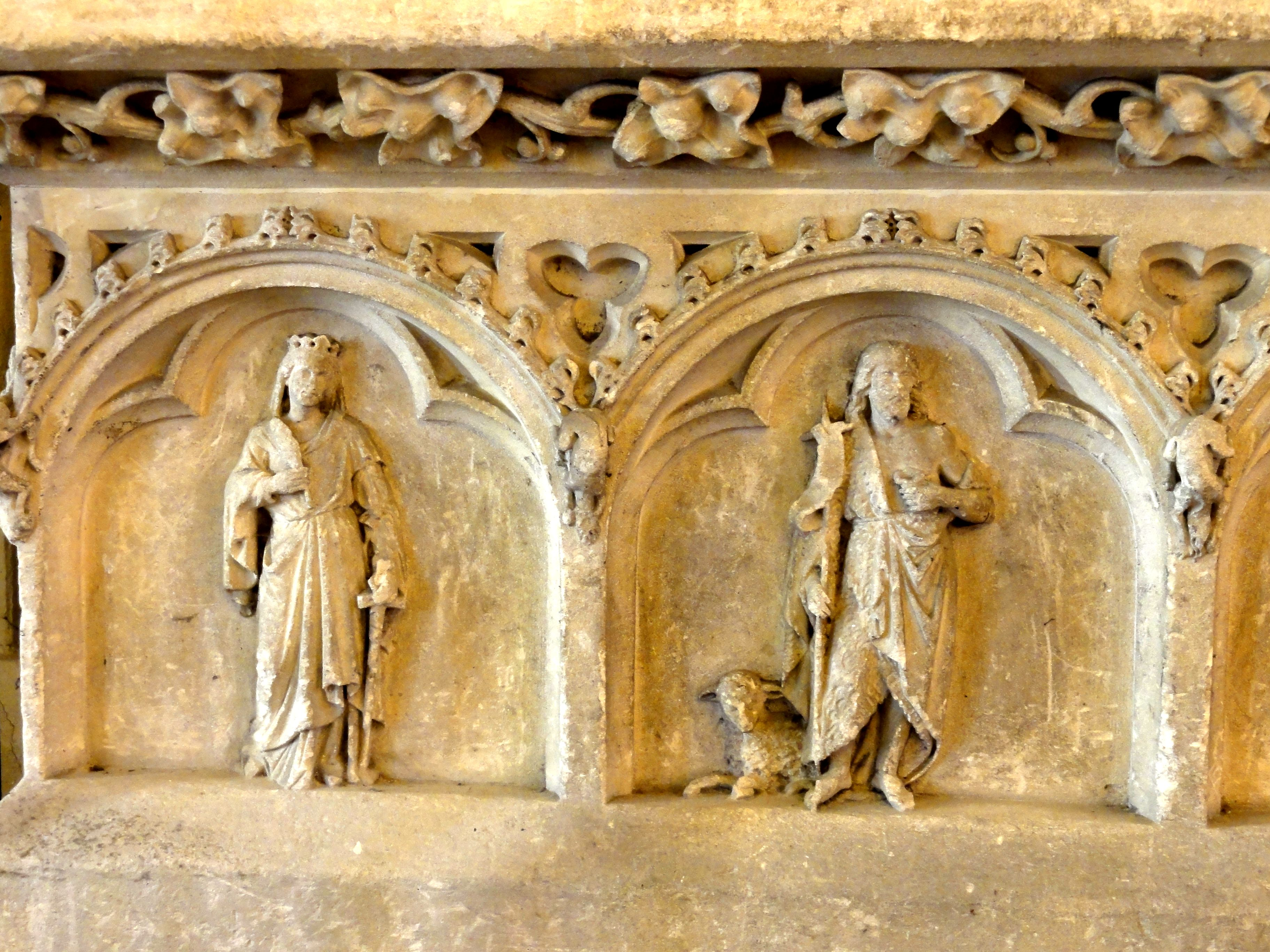
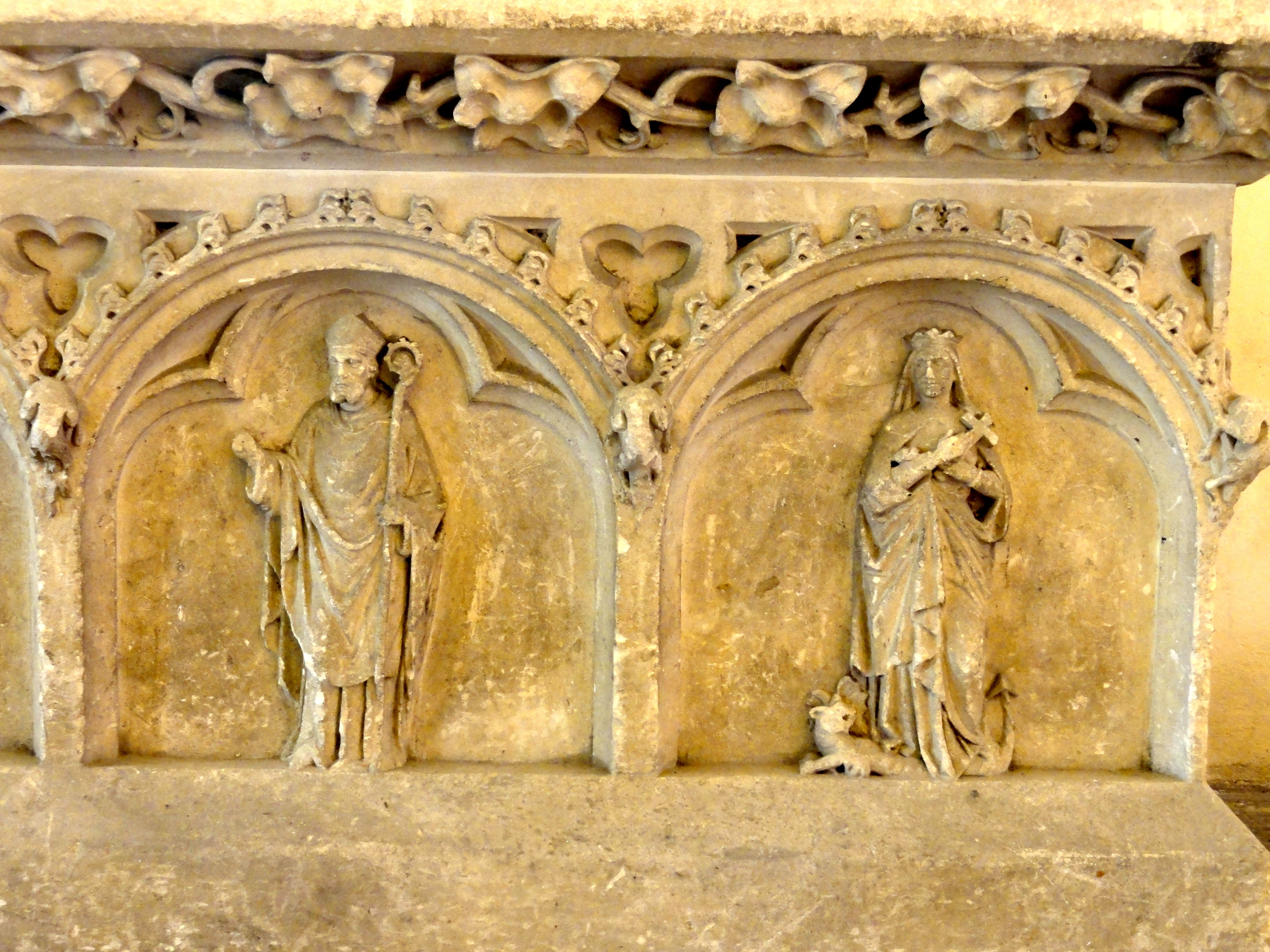